# Saint-Didier (Côte-d'Or)
Saint-Didier é uma comuna francesa na região administrativa da Borgonha-Franco-Condado, no departamento de Côte-d'Or. Estende-se por uma área de 21,75 km². Em 2010 a comuna tinha 212 habitantes (densidade: 9,7 hab./km²).